# Baie du Pouliguen
La baie du Pouliguen (appelée parfois à tort baie de La Baule) est une baie française de l'océan Atlantique qui s'étend face aux communes du Pouliguen, de La Baule-Escoublac et de Pornichet, bordant la Côte d'Amour et la presqu'île guérandaise, en Loire-Atlantique. 
Le 9 novembre 2011, la baie adhère à l'association le Club des plus belles baies du monde.

## Géographie
La baie du Pouliguen est située à une dizaine de kilomètres au nord-ouest de l'estuaire de la Loire. Elle est limitée à l'ouest par la pointe de Penchâteau, sur la  commune du Pouliguen, et à l'est par la pointe du Bec, bordée par le double port de plaisance de Pornichet (port d’échouage, créé en 1923 et aménagé sur la plage elle-même, et port en eaux profondes, gagné sur l’océan dans les années 1970, à quelques centaines de mètres du rivage). En ligne droite, à travers la baie, les deux pointes sont distantes d'environ 5,5 km.
Dans la partie ouest de la baie, se jette l'étier du Pouliguen qui relie les marais salants de Guérande à l'océan Atlantique, tout en servant de limite entre les communes de La Baule et du Pouliguen, et qui abrite le port des deux cités. Dans la partie est, coule le ruisseau de Mazy, qui marque la limite entre La Baule et Pornichet ; il est recouvert dans son cours inférieur (avenue de Lyon) et débouche sur la plage par une grosse buse. Auparavant, le ruisseau était franchi par le pont de Mazy. 
La baie possède une forme presque ovale qui s'ouvre vers l'océan Atlantique en direction du sud, et ne dépasse par 5 m de profondeur par rapport au niveau de la mer. L'amplitude des marées pouvant atteindre 2 m dans cette région de la côte, le fond de la baie peut se découvrir fortement entre la haute mer et la basse mer, tout particulièrement dans sa partie ouest.

## Îlots
La sortie de la baie, juste au large, est marqué par une ligne de hauts fonds rocheux qui prolongent la pointe de Penchâteau. Le plus important de ces hauts-fonds est celui des îlots inhabités des Évens (dépendant de la commune de La Baule-Escoublac), situé à environ quatre kilomètres du fond de la baie. D'ouest en est, on trouve successivement les îlots et rochers suivants : Les Évens, les Troves, Baguenaud, Pierre-Percée et le Grand-Charpentier (sur lequel est situé le phare du Grand-Charpentier).

## Plages
Entre le port de Pornichet et le « grand étier du Pouliguen », la plage (nommée dans sa section pornichétine : plage des Libraires), qui est souvent revendiquée localement comme étant « la plus belle plage d’Europe », forme le fond de la baie et mesure environ 7,5 km. Elle se prolonge au Pouliguen (au-delà de l'étier) par la « plage du Nau ». Elle a une structure dissymétrique : l'estran est étroit dans la partie est, jusqu'au droit du casino de La Baule ; dans la partie ouest (plage Benoît et plage du Nau), il est très large : environ 1,5 km dans le prolongement de l'étier.
La plage de La Baule subit une certaine érosion — surtout depuis la construction du port de plaisance en eaux profondes de Pornichet, qui a modifié les courants. Il y a quelques années, il a fallu apporter par camions une grande quantité de sable.

## Histoire
Jusqu'au IXe siècle, les actuels marais salants de la presqu'île guérandaise laissaient la place à un bras de mer qui séparait le sillon de Guérande et les îles de Batz et du Croisic. Ce bras de mer s'est trouvé progressivement comblé par des accumulations de sable — pointe de Pen-Bron à l'ouest, dunes d'Escoublac à l'est — qui ont créé la baie du Pouliguen.
Jusqu'au XIXe siècle, Pornichet possédait également un étier, situé à la place de l'actuel boulevard de la République. 
Depuis novembre 2011, la baie fait partie du club des plus belles baies du monde.